# 羽叶楸
羽叶楸（学名：Stereospermum colais）是紫葳科羽叶楸属的植物。分布在印度、马来西亚、越南、印度尼西亚、泰国、斯里兰卡、老挝、柬埔寨、缅甸以及中国大陆的云南、贵州、广西等地，生长于海拔15米至1,800米的地区，多生长在热带丘陵及沟谷密林中，目前尚未由人工引种栽培。

## 别名
四角羽叶楸（云南热带及亚热带木材），咸沙木（广西），钝刀木（云南西双版纳），四角夹子树（云南河口）

## 异名
- Stereospermum colais (Buch.-Ham. ex Dillwyn) Mabberley var. puberula (Dop) D. D. Tao
- Stereospermum personatum (Hassk.) Chatterjee